# Physella
Physella är ett släkte av snäckor som beskrevs av Samuel Stehman Haldeman 1842. Physella ingår i familjen blåssnäckor.

## Dottertaxa tillPhysella, i alfabetisk ordning[1][2]
- Physella acuta
- Physella ancillaria
- Physella bermudezi
- Physella bottimeri
- Physella boucardi
- Physella columbiana
- Physella conoidea
- Physella cooperi
- Physella costata
- Physella cubensis
- Physella globosa
- Physella gyrina
- Physella hendersoni
- Physella heterostropha
- Physella hordacea
- Physella humerosa
- Physella integra
- Physella johnsoni
- Physella lordi
- Physella magnalacustris
- Physella mexicana
- Physella microstriata
- Physella osculans
- Physella parkeri
- Physella propinqua
- Physella sayi
- Physella spelunca
- Physella squalida
- Physella traski
- Physella utahensis
- Physella vinosa
- Physella virgata
- Physella virginea
- Physella wrighti
- Physella zionis